# Whitchurch (Bath and North East Somerset)
Whitchurch är en civil parish i enhetskommunen Bath and North East Somerset i sydvästra England.